# 973

## Nașteri
- 26 decembrie: Al-Ma`arri, scriitor sirian (d. 1057)

- Al Biruni, enciclopedist arab (d. 1048)

- Conrad al II-lea, rege al Germaniei (din 1024) și Împărat romano-german (din 1027), (d. 1039)

- Henric al II-lea, rege al Germaniei (din 1002), rege al Italiei (din 1004) și Sfânt Împărat Roman (din 1014) la Roma (d. 1024)

- Leif Eriksson, explorator scandinav (d.1020)

## Decese
- Herman de Saxonia, 70/72 ani, marchiz de Saxonia din familia Billungilor (n. 900/902)

- Otto I, 60 ani, duce al saxonilor, rege al germanilor și primul împărat al Sfântului Imperiu Roman (n. 912)

- Hrotsvitha (Hroswitha, Hrotsvit, Hrosvit, Roswitha), 66 ani, poetă și călugăriță germană (n. 935)

- Burchard al III-lea de Suabia, 57 ani, conte de Thurgau și Zürichgau (probabil de Raetia), apoi duce de Suabia din 954 (n. 915)